# 윈도우 관리 도구

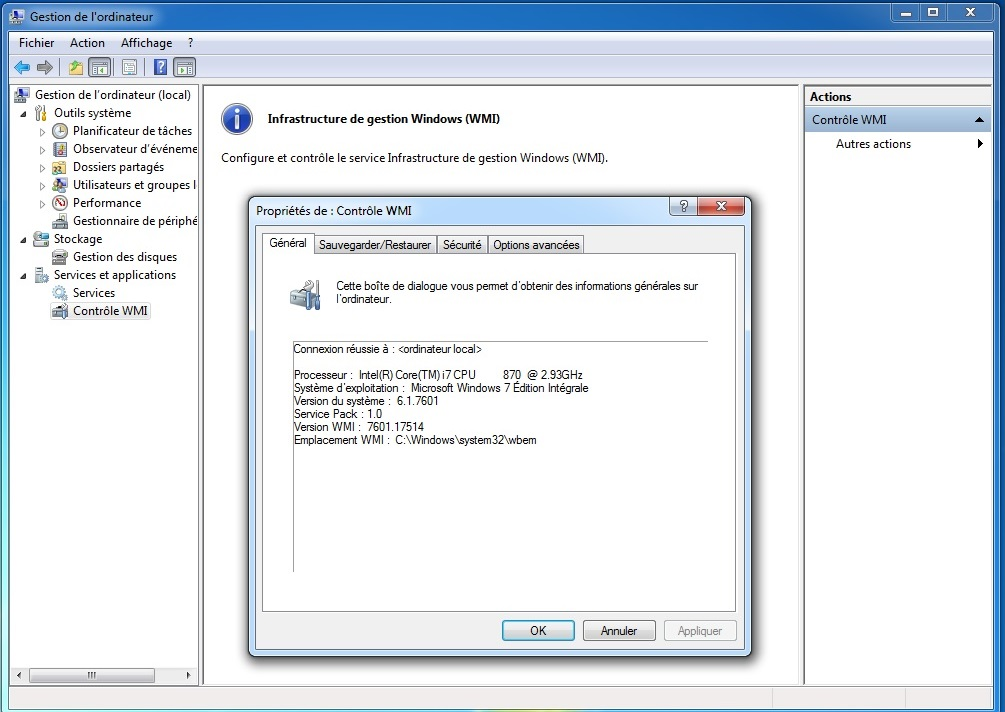

윈도우 관리 도구(Windows Management Instrumentation, WMI)는 Windows 기반 운영 체제에서 데이터 관리 및 작업을 위한 인프라이자 시스템 관리 기술을 의미한다. 인스트루먼테이션된 구성 요소들이 정보와 알림을 제공함을 통해 운영 체제 인터페이스를 제공하는 윈도우 드라이버 모델의 확장 집합을 이룬다. WMI는 마이크로소프트의 WBEM과 CIM 표준(DMTF) 구현체이다.
WMI는 VB스크립트나 윈도우 파워셸과 같은 스크립트 언어들이 마이크로소프트 윈도우 개인용 컴퓨터와 서버들을 로컬이나 원격으로 관리할 수 있게 해준다. WMI는 윈도우 2000 이상의 마이크로소프트 운영 체제에 미리 설치되어 있다. 윈도우 NT, 윈도우 95, 윈도우 98용으로 다운로드가 가능하다.
마이크로소프트는 또한 WMIC(Windows Management Instrumentation Command-line)라는 이름의 WMI에 대한 명령 줄 인터페이스를 제공한다.

## 무선 네트워크 예제
```
ManagementClass
 
mc
 
=
 
new
 
ManagementClass
(
"root\\WMI"
,
 
"MSNdis_80211_ServiceSetIdentifier"
,
 
null
);

ManagementObjectCollection
 
moc
 
=
 
mc
.
 
GetInstances
();

foreach
 
(
ManagementObject
 
mo
 
in
 
moc
)

{

    
string
 
wlanCard
 
=
 
(
string
)
mo
[
"InstanceName"
];

    
bool
 
active
;

    
if
 
(
!
bool
.
TryParse
((
string
)
mo
[
"Active"
],
 
out
 
active
))

    
{

       
active
 
=
 
false
;

    
}

    
byte
[]
 
ssid
 
=
 
(
byte
[])
mo
[
"Ndis80211SsId"
];

}

```

"MSNdis_80211_ServiceSetIdentifier" WMI 클래스는 윈도우 XP와 윈도우 서버 2003에서만 지원된다.